# Notophthiracarus comatus
Notophthiracarus comatus är en kvalsterart som beskrevs av Wojciech Niedbała 2000. Notophthiracarus comatus ingår i släktet Notophthiracarus och familjen Phthiracaridae. Inga underarter finns listade i Catalogue of Life.